# Andethele huanca
Andethele huanca är en spindelart som beskrevs av Coyle 1995. Andethele huanca ingår i släktet Andethele och familjen Dipluridae.
Artens utbredningsområde är Peru. Inga underarter finns listade i Catalogue of Life.